# Fica Mais Escuro Antes do Amanhecer
Fica Mais Escuro Antes do Amanhecer é um filme brasileiro de 2018, de gênero drama e mistério, escrito e dirigido por Thiago Luciano. O filme é estrelado por Lucy Ramos, Thiago Luciano, Caco Ciocler, Walter Breda e com a participação da premiada atriz Imara Reis.  

## Enredo
Predefinição:Spoiler
Iran vive em uma região extremamente afetada pelas mudanças climáticas causadas pelo ser humano. É certo que a população caminha para assistir ao último pôr do sol, mas, após enfrentar uma tragédia familiar, ele decide lutar contra a depressão aguda que tem afetado a todos.

## Elenco
- Lucy Ramos como Lara[1]
- Thiago Luciano como Iran[1]
- Caco Ciocler como Luciano[1]
- Imara Reis como Nilde[1]
- Walter Breda como Operário[1]
- Kadi Moreno como Rosilda[1]